# Hayneville (Alabama)
La ville de Hayneville est le siège du comté de Lowndes, dans l'État de l’Alabama, aux États-Unis.

## Démographie
| 1850 | 1890 | 1970 | 1980 | 1990 | 2000  | 2010 | - |
| ---- | ---- | ---- | ---- | ---- | ----- | ---- | - |
| 800  | 355  | 473  | 592  | 969  | 1 177 | 932  | - |

## Source
- (en) Cet article est partiellement ou en totalité issu de l’article de Wikipédia en anglais intitulé « Hayneville, Alabama » (voir la liste des auteurs).